# Демид (имя)
Деми́д (греч. Διομήδης) — мужское русское личное имя греческого происхождения. Каноническим мужским именем является Диомид.
Происходит от древнегреческого Διομήδης «Диомед», имеющий две составные части. По одной версии, первая часть Διός (Ζεύς) означает «Зевс», а по другой, «бог» или «божественный». Вторая часть μήδεσθαι «обдумывать, мыслить» или «заботиться, покровительствовать».
На Русь попало с христианством из Византии. Согласно В. А. Никонову, к 1980-м годам имя в СССР вышло из употребления.
Имя использовалось в качестве паремии в рифмованном виде: Фоку приставляй с боку, а Демид прямо глядит.

## Именины
- Православные (даты даны по юлианскому календарю)[5][1]: 16 июля, 29 августа, 10 сентября, 15 сентября, 24 сентября.